# Многочлены Шапиро
Многочлены Шапиро — последовательность многочленов, впервые изученная Гарольдом Шапиро в 1951 году при рассмотрении величин некоторых специальных тригонометрических сумм. С точки зрения обработки сигналов, полиномы Шапиро обладают хорошими автокорреляционными свойствами, и их значения в единичном круге малы. Первые члены последовательности:
{\displaystyle {\begin{aligned}P_{1}(x)&{}=1+x\\P_{2}(x)&{}=1+x+x^{2}-x^{3}\\P_{3}(x)&{}=1+x+x^{2}-x^{3}+x^{4}+x^{5}-x^{6}+x^{7}\\...\\Q_{1}(x)&{}=1-x\\Q_{2}(x)&{}=1+x-x^{2}+x^{3}\\Q_{3}(x)&{}=1+x+x^{2}-x^{3}-x^{4}-x^{5}+x^{6}-x^{7}\\...\\\end{aligned}}},
где вторая последовательность, Q, называется дополнительной к первой последовательности, P.

## Построение
Полиномы Шапиро {\displaystyle P_{n}(z)} могут быть получены из последовательности Рудина-Шапиро {\displaystyle a_{n}} ({\displaystyle a_{n}=1}, если число подстрок 11 в двоичной записи числа n четно, и {\displaystyle a_{n}=-1} иначе (OEIS A020985)). Так, {\displaystyle a_{0}=1,a_{1}=1,a_{2}=1,a_{3}=-1} и т. д.
{\displaystyle P_{n}} есть частичная сумма порядка {\displaystyle 2^{n}-1} степенного ряда {\displaystyle f(z)=a_{0}+a_{1}z+a_{2}z^{2}+...}
Последовательность Рудина-Шапиро {\displaystyle a_{n}} имеет структуру, схожую с фрактальной — например, {\displaystyle a_{n}=a_{2n}}, то есть подпоследовательность {\displaystyle a_{0},a_{2},a_{4},...} совпадает с исходной {\displaystyle \{a_{n}\}}. Это свойство приводит к примечательным функциональным уравнениям, которым удовлетворяет {\displaystyle f(z)}.
Дополнительные полиномы Шапиро, {\displaystyle Q_{n}(z)}, могут быть определены через эту же последовательность, через отношение {\displaystyle Q_{n}(z)=(-1)^{n}z^{2n}P_{n}({\frac {-1}{z}})}, или же через рекуррентные формулы:
{\displaystyle P_{0}(z)=1;~~Q_{0}(z)=1;}
{\displaystyle P_{n+1}(z)=P_{n}(z)+z^{2^{n}}Q_{n}(z);}
{\displaystyle Q_{n+1}(z)=P_{n}(z)-z^{2^{n}}Q_{n}(z).}

## Свойства
Дополнительная последовательность, {\displaystyle Q_{n}}, соответствующая {\displaystyle P_{n}}, однозначно определяется следующими свойствами:
1. Степень {\displaystyle Q_{n}} равна {\displaystyle 2^{n}-1}.
2. Коэффициенты {\displaystyle Q_{n}} равны {\displaystyle \pm 1}, коэффициент при нулевой степени равен 1.
3. Равенство {\displaystyle |P_{n}(z)|^{2}+|Q_{n}(z)|^{2}=2^{n+1}} выполнено на всей единичной окружности {\displaystyle z\in \mathbb {C} ,|z|=1}.

Наиболее интересным свойством последовательности {\displaystyle P_{n}} является то, что модуль значения {\displaystyle P_{n}(z)} на единичной окружности ограничен {\displaystyle {\sqrt {2^{n+1}}}}, что по порядку равно {\displaystyle L_{2}}-норме {\displaystyle P_{n}}. Многочлены с коэффициентами {\displaystyle \pm 1}, максимум модуля которых на единичной окружности близок к среднему значению модуля, полезны в различных приложениях теории коммуникаций (например, форма антенны и сжатие данных). Свойство (3) показывает, что (P, Q) образуют пару Голея.
Другие свойства этих многочленов:
{\displaystyle P_{n+1}(z)=P_{n}(z^{2})+zP_{n}(-z^{2});}
{\displaystyle Q_{n+1}(z)=Q_{n}(z^{2})+zQ_{n}(-z^{2});}
{\displaystyle P_{n}(z)P_{n}(1/z)+Q_{n}(z)Q_{n}(1/z)=2^{n+1};}
{\displaystyle P_{n+k+1}(z)=P_{k}(z)P_{n}(z^{2k+1})+z^{2k}Q_{k}(z)P_{n}(-z^{2k+1});}
{\displaystyle P_{n}(1)=2^{\lfloor (n+1)/2\rfloor };{~}{~}P_{n}(-1)=(1+(-1)^{n})2^{\lfloor n/2\rfloor -1}.}

## Список литературы
- Borwein, Peter B[англ.]. Computational Excursions in Analysis and Number Theory (англ.). — Springer, 2002. — ISBN 0387954449. Chapter 4.